# آرتور فیلدینگ
آرتور فیلدینگ (انگلیسی: Arthur Fielding; ۱۷ مارس ۱۸۸۸ – before 1960) بازیکن فوتبال اهل بریتانیا بود.
از باشگاه‌هایی که در آن بازی کرده‌است می‌توان به باشگاه فوتبال استوک سیتی، باشگاه فوتبال بولتون واندررز، و باشگاه فوتبال پورت ویل اشاره کرد.